# Gianni Basso
Giovanni „Gianni“ Basso (* 24. Mai 1931 in Asti; † 17. August 2009 ebenda) war ein italienischer Saxophonist und Klarinettist des Modern Jazz. Der Jazzkritiker Arrigo Polillo bezeichnete ihn als den besten Tenorsaxophonisten Italiens.

## Leben und Wirken
Basso, der am Konservatorium seiner Geburtsstadt ausgebildet wurde, begann seine Musikerkarriere in den US-amerikanischen Clubs in Belgien und Deutschland. Ab 1949 spielte er in Mailand Tanzmusik und Jazz. Er begann als Klarinettist und wechselte ans Saxophon, als er in Belgien in der Band von Raoul Falsan spielte. Geprägt von Stan Getz entwickelte er einen eigenen, unverwechselbaren Stil. In den 50er Jahren war er auch der Topstar des 2. Festival Nazionale del Jazz in Mailand und bildete mit dem Trompeter Oscar Valdambrini ein viel beachtetes Quintett, das auch mit amerikanischen Gastsolisten wie Billie Holiday, Lionel Hampton, Gerry Mulligan, Lee Konitz und Joe Venuti auftrat. Mit seiner eigenen Combo spielte er 1965 in Deutschland, wo er auch bei Dusko Goykovich arbeitete. 1973 spielte er in Rom mit Franco D’Andrea, Bruno Tommaso und Bruno Biriaco ein Album in der Serie „Jazz a confronto“ ein. Auch arbeitete er mit den Bigbands von Francy Boland/Kenny Clarke, Thad Jones, Lalo Schifrin, Maynard Ferguson  und seiner eigenen AT Big Band. 

Er begleitete Frank Sinatra und Natalie Cole.
Basso ist auf Schallplattenaufnahmen mit Slide Hampton, Chet Baker, Frank Rosolino, Helen Merrill, Dusko Goykovich, Buddy Collette und Peter Schmidlin zu hören. Er unterrichtete an den Musikhochschulen von Turin (1978 bis 1980), von Mailand (1990 bis 1992) und seitdem von Asti.

## Diskografische Hinweise
- Chet Baker: Chet Baker in Milan (1959, Warner)
- New Sound from Italy (1960, Verve)
- AT Big Band di Gianni Basso: Miss Bo (1985, Esagono)
- Roger Vanhaverbeke: Remember Adolphe Sax (1994)
- Dusko Goykovich Big Band: Balkon Connection (1996, Enja)
- A la France (2000, Philology)
- Rava, Basso, Bollani, Tavolazzi, Manzi Flashback (2002, Philology)
- In Bari – You Are My Everything (2002, yvp music, mit Guido Di Leone, Giuseppe Bassi, Salvatore Tranchini)
- Gianni Basso & Irio De Paula Recado Bossa Nova (DejaVue 2009)

### Lexigraphische Einträge
- Leonard Feather, Ira Gitler: The Biographical Encyclopedia of Jazz. Oxford University Press, New York 1999, ISBN 0-19-532000-X.
- Martin Kunzler: Jazz-Lexikon. Band 1: A–L (= rororo-Sachbuch. Bd. 16512). 2. Auflage. Rowohlt, Reinbek bei Hamburg 2004, ISBN 3-499-16512-0.